# Dactylioglypha avita
Dactylioglypha avita är en fjärilsart som beskrevs av Diakonoff 1973. Dactylioglypha avita ingår i släktet Dactylioglypha och familjen vecklare. Inga underarter finns listade i Catalogue of Life.